# A védelmező 2.
A védelmező 2. (eredeti cím: The Equalizer 2) 2018-ban bemutatott amerikai akció-thriller, melyet Antoine Fuqua rendezett. Ez a folytatása a 2014-ben bemutatott A védelmező című filmnek. A főszereplők Denzel Washington, Pedro Pascal, Ashton Sanders, Melissa Leo és Bill Pullman.
Az Amerikai Egyesült Államokban 2018. július 20-án mutatták be, míg Magyarországon egy hónappal később szinkronizálva, augusztus 16-án az InterCom Zrt. forgalmazásában. Ez a negyedik együttműködése Washingtonnak és Fuquának, a Kiképzés (2001), A védelmező (2014) és A hét mesterlövész után.
A film általánosságban vegyes értékeléseket kapott a kritikusoktól; néhányan dicsérték Washington színészi játékát és az akciójeleneteket, de a film ütemezését és a cselekmény mellékszálainak mennyiségét kritizálták. A Metacritic oldalán a film értékelése 43% a 100-ból, ami 560 véleményen alapul. A Rotten Tomatoeson a Védelmező 2 51%-os minősítést kapott, 176 értékelés alapján. A film világszerte összesen 190,5 millió dollárt tudott gyűjteni, amely a 62 milliós költségvetésével szemben jó eredmény.
A film forgatása 2017 szeptemberében kezdődött Boston, valamint Massachusetts állam környékén. Washingtonnak ez volt az első, folytatást kapó szerepe. Tárgyalnak a Védelmező harmadik részének elkészítéséről, amely hét hónappal az első film eseményei előtt játszódna. Fuqua kifejezte érdeklődését a közvetlen visszatérés iránt. A projektet hivatalosan 2015 áprilisában jelentették be.

## Rövid történet
Az előző film főhőse, Robert McCall nyugalmazott Egyesült Államokbeli tengerészgyalogos és ex-DIA ügynök ezúttal egy közeli barátjának megölése ügyében nyomoz.

## Cselekmény
A visszavonult tengerészgyalogos és a védelmi hírszerző ügynökség kémje, Robert McCall (Denzel Washington) mostanra Massachusetts városának egyik lakóparkjában éli életét. Lyft-sofőrként dolgozik, emellett segít a kevésbé szerencsésnek tűnő jó barátjának, Susan Plummernek (Melissa Leo). McCall névtelenül elutazik vonattal Isztambulba egy helyi könyvesbolt-tulajdonos lányának az érdekében, mivel elrabolta őt az apja. Valamint segítséget nyújt egy idős holokauszt-túlélőnek, Sam Rubinsteinnek, aki hosszú idők óta a nővére egyik festményét keresi; a két testvért elválasztották, amikor a nácik külön-külön táborba szállították őket, de időközben a festményt megtalálták, és hamarosan el akarják árverezni, ám Sam nem tudja bizonyítani, hogy a portré őt illetné. Miután felfedezi albérlete udvarának feldúlását, McCall elfogadja a fiatal művész, de hátrányos helyzetű lakó, Miles Whittaker ajánlatát, aki átfesti az összefirkált falat.
Egy napon Susan-t és McCall egykori csapattársát, az operatív Dave York DIA ügynököt (Pedro Pascal) felkérik, hogy vizsgálják meg egy brüsszeli ügynök és felesége látszólagos öngyilkosságát. Nem sokkal később egy telefonhívás elválasztja kettejüket a szálloda liftjénél, és Susant meggyilkolják a szobájában. Ahogy McCall megkapja a hírt, elkezdi kivizsgálni mind a halálát, mind pedig azt az ügyet, amiben Susan nyomozott. A lift biztonsági felvételeinek megtekintése után a férfi megállapítja, hogy a támadókat felbérelték Susan megölésére, mivel előre tudták a 16. emeleten található szobájának hollétét. Azt is megerősíti, hogy Susan esete valójában egy gyilkosság volt, amely kapcsolódik a halálesetekhez. McCall tájékoztatja York-ot az információkról.
McCallt munkája során egyik utasa megtámadja az autójában. Sikerül megölnie a támadót, majd információkat tölt le róla, hogy megtudja a forrását. A katonai besorolásuk titkosítása alapján McCall felfedezi, hogy a háttérben York áll, és ő ölte meg a haldokló Susant. York beismeri, hogy megtette, mivel Susan kitalálta volna, hogy ő áll a brüsszeli gyilkosság mögött is, York társaival ugyanis magánmegrendelésre követnek el bérgyilkosságokat. McCall találkozik York csapatának többi tagjával – Resnik, Ari és Kovač –, akiket a megölésükkel fenyeget meg. Aznap éjjel Resnik és Ari Susan házához mennek, hogy megöljék a férjét, Briant. McCall azonban ezt már előre tudja, így elviszi a férfit, mielőtt a csapat megtalálná. Később York és Kovač beszivárognak McCall lakásába, elfogják Milest és kikövetkeztetik McCall hollétét.
Amikor hurrikán erejű vihar kerekedik, McCall visszatér tengerparti szülővárosába, és felkészül York és csapata ellen. A várost kiürítették és lezárták, de York végez az állami rendőrrel, hogy átjusson a hídon. Kovač, Ari és Resnik McCall keresésére indulnak, míg York elfoglalja mesterlövészi helyét a város őrtornyában. Kovač belép egy felszerelésboltba, ahol egy szigonyfegyverrel McCall megöli. Ari a tengerpart felé indul, ám megzavarják Susan fotói, melyeket a házfalak mentén lát; McCall hirtelen felbukkan és közelharci tudását latba vetve halálosan megsebesíti egy szablyával. Ezután belép felesége régi pékségébe, hogy Resniket odacsalogassa, akit végül egy előre elkészített csapda öl meg. A feldühödött York kocsija csomagtartója felé lő, amelyben a túszként használt Miles van megkötözve, hogy McCallt csapdába ejtse, ám McCall megmenti a fiút, majd Yorkhoz indul. A vihar egyre nagyobb, végül McCall felmegy a toronyba és a két férfi összecsap, melyből McCall kerül ki győztesen: lelöki Yorkot a toronyból.
Ismét Massachusettsben, Sam nővérének festménye segítségével McCall újraegyesítette Samet rég elvesztett testvérével. Miles befejezte a lakópark átfestését, és ismét visszatér az iskolába, hogy a művészetre összpontosítson. Miután visszatért a régi házába, McCall a mostanra nyugodt tenger felé tekint.

## Szereplők
| Szereplő        | Színész           | Magyar hang    |
| --------------- | ----------------- | -------------- |
| Robert McCall   | Denzel Washington | Kálid Artúr    |
| Dave York       | Pedro Pascal      | Schmied Zoltán |
| Miles Whittaker | Ashton Sanders    | Ember Márk     |
| Brian Plummer   | Bill Pullman      | Laklóth Aladár |
| Susan Plummer   | Melissa Leo       | Csere Ágnes    |
| Sam Rubinstein  | Orson Bean        | Fodor Tamás    |
| Resnik          | Jonathan Scarfe   | Király Attila  |

## A film készítése
2014. február 24-én, hét hónappal a Védelmező kiadása előtt bejelentették, hogy a Sony Pictures és a Escape Artists folytatást tervez, amihez Richard Wenk megírja a forgatókönyvet. 2014. októberének elején Antoine Fuqua kijelentette, hogy a film folytatása csak akkor készül el, ha a közönség és Denzel Washington is azt akarja. A rendező elmondta, hogy Washington karaktere rendkívül érdekes, amiképp a film folytatásainak nemzetközi íze lehet.
2015. április 22-én a Sony hivatalosan is bejelentette a folytatást, Washington ismét visszatért Robert McCall karakterének bőrébe. Fuqua visszatérését még nem erősítették meg. 2016 szeptemberében, a producer Todd Black feltárta, hogy a film forgatókönyve teljes, és hogy Fuqua is visszatér, valamint a forgatás megkezdésére 2017 szeptemberében került sor.
2017. augusztus 21-én Pedro Pascal-t egy meghatározatlan szerepre választották meg. Két nappal később, Melissa Leo és Bill Pullman megerősítést nyert, hogy újra felveszik szerepüket az első filmből, mint Susan és Brian Plummer, és arról számoltak be, hogy a filmet Jason Blumenthal, Black, Washington, Steve Tisch, Mace Neufeld, Alex Siskin és Tony Eldridge készíti. 2017. augusztus 24-én Ashton Sanders csatlakozott a filmhez, hogy eljátsszon egy olyan karaktert, aki McCall apa alakját veszi figyelembe. 2018. március 25-én kiderült, hogy Sakina Jaffrey is felkerült a színészek stábjához.